# Planetetherium mirabile
Il planeteterio (Planetetherium mirabile) è un mammifero estinto, forse appartenente ai dermotteri. Visse nel Paleocene superiore (circa 57-56 milioni di anni fa) e i suoi resti fossili sono stati rinvenuti in Nordamerica.

## Descrizione
Conosciuto solo per i resti della dentatura e delle mascelle, questo animale è stato spesso ricostruito con un aspetto simile a quello degli odierni galeopiteci (gen. Cynocephalus). In effetti, la dentatura è estremamente simile a quella delle forme attuali, ed è possibile che anche il planeteterio fosse un mammifero arboricolo dotato di membrane (il cosiddetto “patagio”) tra gli arti, adatte a planare tra gli alberi. 
Planetetherium era caratterizzato dal terzo premolare inferiore submolariforme, mentre il quarto era dotato di un trigonide costituito da tre cuspidi distinte; il talonide era ben marcato, concavo, con ipoconide ed entoconide. Erano presenti anche un piccolo tubercolo accessorio davanti all'entoconide e un ipoconulide. Lo smalto, sia nei premolari che nei molari, era rugoso.
I primi due molari, di taglia identica, possedevano un trigonide con protoconide e metaconide identici anch'essi, mentre il paraconide era costituito solo da una piccola punta situata sul bordo anteriore del dente, tra il protoconide e il metaconide; nei denti usurati, il paraconide era poco distinguibile. Il terzo molare, invece, era più piccolo dei due precedenti, ma il trigonide aveva la stessa struttura.

## Classificazione
Planetetherium è un tipico rappresentante dei plagiomenidi (Plagiomenidae), un gruppo enigmatico di mammiferi placentati del Paleocene e dell'Eocene, dalle affinità incerte ma classicamente considerati dermotteri arcaici sulla base delle caratteristiche dentarie. 
Recenti scoperte di ulteriore materiale cranico appartenente a una forma simile (Plagiomene) sembrerebbero indicare però che il planeteterio e i suoi stretti parenti potrebbero essere stati assai diversi dai galeopiteci attuali.
Planetetherium mirabile venne descritto per la prima volta nel 1928 da George Gaylord Simpson, sulla base di fossili rinvenuti in Montana, in terreni del Paleocene superiore. Altri fossili appartenenti alla stessa specie sono stati ritrovati in Wyoming.

## Paleoecologia
Se fosse stato simile agli attuali galeopiteci, Planetetherium doveva essere un animale arboricolo che sfruttava il patagio per planare da un albero all'altro.